# Hippolyte palliola
Hippolyte palliola is een garnalensoort uit de familie van de Hippolytidae. De wetenschappelijke naam van de soort is voor het eerst geldig gepubliceerd in 1970 door Kensley.